# الاتحاد الدولي لمصنعي البطاقات
الاتحاد الدولي لمصنعي البطاقات International Card Manufacturers Association (ICMA) هي منظمة غير ربحية تمثل الشركات والمنظمات الأخرى التي تصنع البطاقات البلاستيكية وتخصصها وتوردها. يقع مقرها في برينستون جنكشن في نيو جيرسي. تتمثل مهمة الاتحاد المعلنة في تعزيز صناعة بطاقات المعاملات، إلى جانب قيمة منتجاتها وخدماتها، من خلال توفير منتدى مستقل لتبادل المعرفة والأفكار.

## العضوية
الاتحاد الدولي لمصنعي البطاقات عضو في كل من المعهد الوطني الأمريكي للمعايير (ANSI) والمنظمة الدولية للتوحيد القياسي (ISO).

## الروابط الخارجية
- الرابطة الدولية لمصنعي البطاقات